# Bársonyos
Bársonyos es un pueblo ubicado en el distrito de Kisbér, condado de Komárom-Esztergom, Hungría.

## Superficie
Posee una superficie de 16,87 kilómetros cuadrados.

## Demografía
Hasta 2022 la población era de 745 habitantes, con una densidad de población de 44,16 habitantes por kilómetro cuadrado.